# Cantón de Barva
Barva es el cantón número 2 de la provincia de Heredia, Costa Rica. Se encuentra ubicado a tres kilómetros al norte de la ciudad de Heredia y pertenece a la Gran Área Metropolitana. 

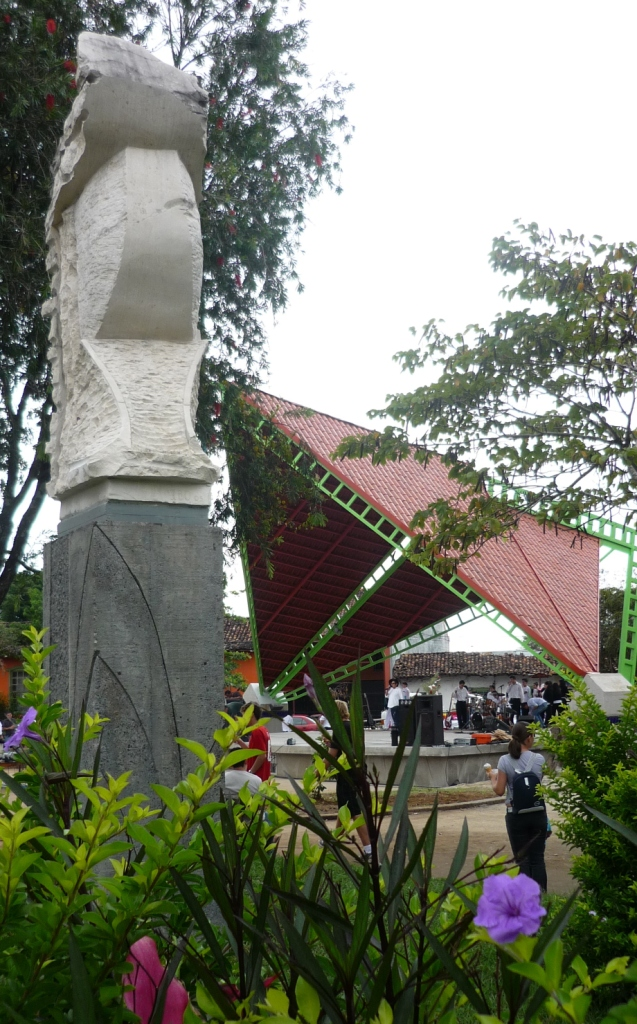
Parque Central de Barva, vista del Templo de la Cultura y escultura "Cercanías", ambos del arquitecto y escultor barveño Ibo Bonilla

Posee un área de 53,80 km² y se encuentra dividido en seis distritos.  Fue fundado el 7 de agosto de 1820. 
Su ciudad cabecera es el área urbana del distrito homónimo y primero de Barva, qué es conocida por su mezcla entre lo rural y lo urbano. El casco histórico de la ciudad cuenta con varias casas de adobes. El patrón de la ciudad es San Bartolomé.

## Toponimia
El origen del nombre del cantón se debe al Cacique Barvac o Barvak, uno de los hombres de mayor importancia para el Cacique Garabito, este territorio formó parte del reino huetar de Occidente, donde el Cacique tenía su asentamiento, su nombre se extendió a la región comprendida entre el río Virilla y los montes del aguacate y se denominó Valle del Barva.
Según don Carlos Gagini, en su obra Los Aborígenes de Costa Rica, indica la palabra Barva, puede ser del náhuatl "Palapan", que significa "en el río negro u oscuro", nombre que de acuerdo con la fonética huetar debía dar Baraba (en Talamanca había un pueblo Parabari) que pronunciado como esdrújula, da lugar a la palabra Barva. 
Por medio del Decreto 188 del 4 de octubre de 1974, se cambia la grafía del nombre de Barba a Barva.

## Historia

### Época precolombina
El territorio que hoy corresponde al cantón de Barva formó parte del Reino Huetar de Occidente, donde el cacique Barva tenía su asentamiento, cuyo nombre se extendió a la región comprendida entre el río Virilla y los montes del Aguacate, que se denominó Valle de Barva. En las faldas de los volcanes Barva y Poás también hubo asentamientos de la etnia indígena de los botos.

### Colonia
Se tiene conocimiento, en un documento de 1569, que los pobladores del valle eran aborígenes llamados catapas y tices, que vivían pobremente, cultivando pequeñas parcelas cuyos productos aprovechaban para subsistir.
En 1569, el gobernador Perafán de Ribera repartió ilegalmente a los indígenas y tierras de la región en encomienda, entregando los nativos de Barva a Juan Romo y Simón Sánchez, correspondiéndoles 400 al primero y 100 al segundo.
La primera iglesia de Barva pudo haber sido construida entre 1568 y 1575, en honor a Bartolomé el Apóstol, y se encontraría ubicada donde existió un cementerio indígena.

### SigloXVII
La primera mención que se hace de Barva es en los protocolos de Cartago de 1606, en donde aparece Leandro de Figueroa como Corregidor de Barva. 
A raíz de la apertura del Camino de Mulas, en 1601, que se utilizó principalmente, para el comercio de esos animales en las Ferias de Portobelo, en Panamá, en el sector Occidental del Valle Central, del territorio de Costa Rica, se establecieron potreros para los mismos. En tal forma, para 1662, se conoce la existencia de una zona de descanso de mulas en Barva, y se le dio mayor progreso a la zona hasta que en 1613 se fundó el poblado con el nombre de San Bartolomé de Barva.
Como consecuencia de la segregación que se le hizo a Barva de los poblados de Cot, Quircot y Tobosi, en 1613 se establece un convento en este lugar con su doctrinero franciscano. Se considera que a partir de este año, se fundó la población que se denominó San Bartolomé de Barva.
En 1681, el gobernador Miguel Gómez de Lara inició un templo de adobe, que fue terminado en 1693.
Fue tal el progreso que experimentó este poblado que para 1693 era una de las comunidades que más impuesto pagaba, ya que contaba con 53 familias. Seis años después tenía 575 habitantes. En el censo de 1709 aparece con 641 personas y en el que se realizó dos años más tarde, 161 familias, en su mayoría indígenas.

### SigloXVIII
En un informe remitido a Carlos III de España en 1752, se indicaba que el pueblo de Barva estaba a unos 1200 metros al norte de Cubujuquí, solicitando la declaración de la población como villa, lo que provocó que los indígenas de Barva protestaran ante la Real Audiencia de Guatemala.

El terremoto de 15 de febrero de 1772 derrumbó el convento franciscano de Barva. 

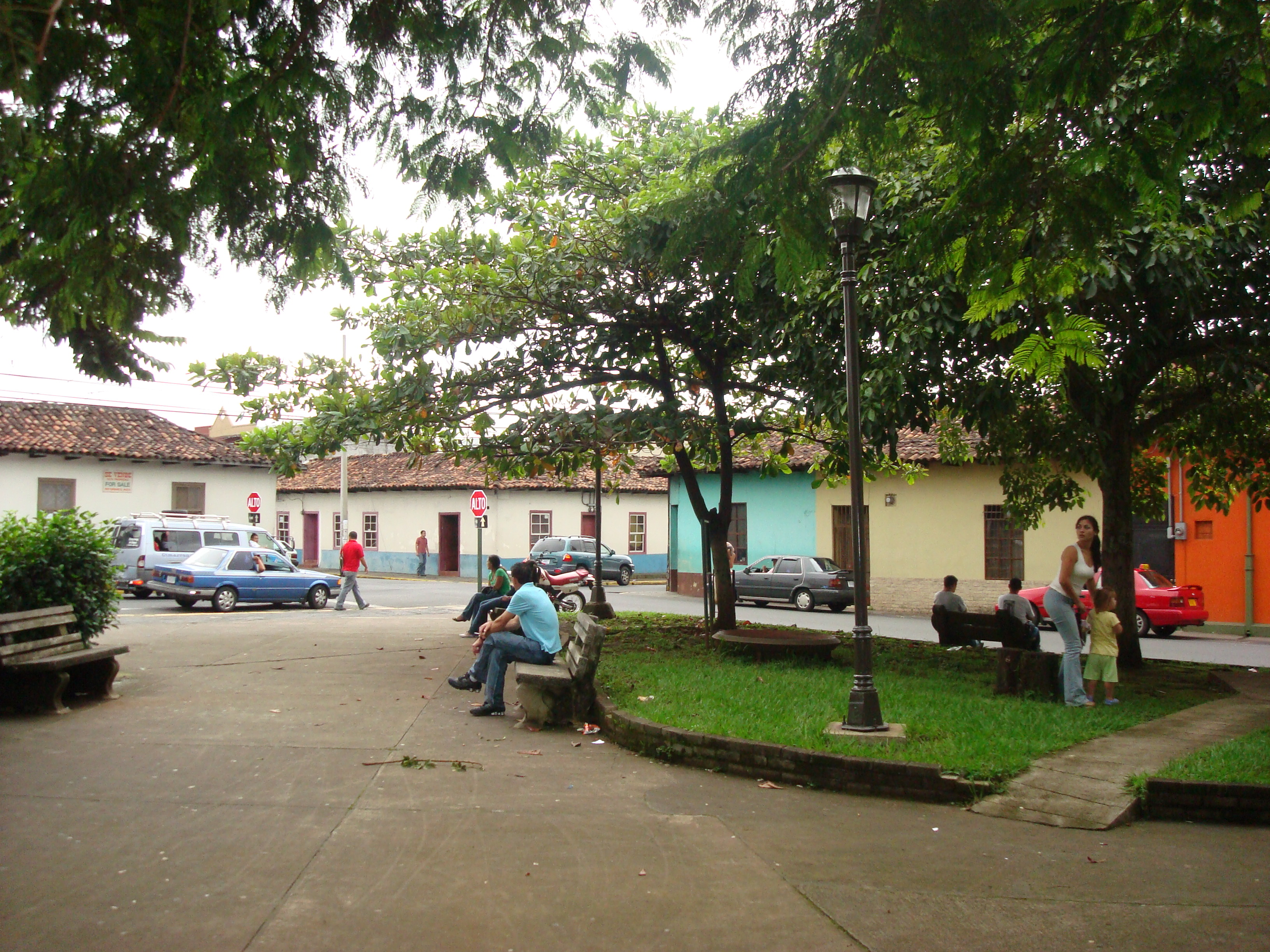
Casas tradicionales alrededor del parque Central del Cantón de Barva

Se le otorgó el rango de parroquia al templo de la localidad en 1793.

### SigloXIX
Según el historiador Percy Rodríguez Argüello en su libro Historia del cantón de Barva: estudio de lo local como identidad existieron otros cabildos antes de 1820. Por ejemplo, afirma que existió un antiguo cabildo indígena en Barva, durante su época colonial; que contaba con un alcalde, dos regidores, un fiscal y un alguacil mayor. Para probar esa hipótesis presenta en su obra parte del testimonio del Obispo Pedro Agustín Morel de Santa Cruz, en su Visita Apostólica por los pueblos de Nicaragua y Costa Rica en 1751 y 1752, quien, describe que en el poblado de Barva existieron esas autoridades municipales.
Según Rodríguez Argüello, el primer ayuntamiento constitucional de Barva fue elegido el 27 de diciembre de 1812 e instalado oficialmente el 1 de enero de 1813. Estuvo integrado por don Ignacio Ugalde como alcalde constitucional, y por los regidores y procurador-síndico don Romualdo Bermúdez, don Pedro González, don Gabriel Ugalde, don Manuel Pérez y don Pablo Antonio García.
El secretario municipal fue el señor Pablo González. Como prueba de lo anterior, publicó actas de dicha municipalidad de 1813 que así lo evidencian. Este cabildo funcionó hasta el 31 de diciembre de 1813, cuando se eligió otro, que se instaló el 1 de enero y el 31 de diciembre de 1814, año en que se derogó la Constitución de Cádiz y con ella, el régimen de ayuntamientos.
El primer Ayuntamiento de Barva, una vez reinstalado el Régimen Municipal de Cádiz, se instaló el 7 de agosto de 1820, compuesto por los siguientes regidores, señores Gabriel Ugalde, Bernardo Rodríguez y Alfaro, Francisco Guevara y José Bermúdez; el secretario municipal fue Joaquín Solera.
En reunión celebrada por el Ayuntamiento el 11 de septiembre de 1820, se acordó fundar la primera escuela del lugar; siendo su primer maestro Gabriel Ugalde, luego Florencia Gutiérrez en 1830, así como los señores Pío Murillo y Manuel Chaves en 1850. Tiempo después, por empeño de numerosos vecinos se consiguió un local frente a la plaza. 
En la administración de Juan Mora Fernández, el 11 de noviembre de 1824, en la ley n.º 30 se le otorgó el título de Villa a la población de Asunción de Barva. Posteriormente, el 24 de julio de 1918, en el gobierno de Federico Tinoco Granados, se promulgó la ley n.º 28 que le confirió a la villa la categoría de ciudad.
La Municipalidad de Barva en 1850, acordó abrir calles de doce varas de ancho, por todos los lados de las cinco manzanas contiguas a la plaza. Ocho años después, se procedió al empedrado de algunas de las calles de la villa, gracias a la constancia del Jefe Político, Cleto González Pérez, padre del expresidente de la República Cleto González Víquez. La construcción de la acera de piedra labrada que rodea la plaza pública, se inició en 1913.
El primer alumbrado público fue de faroles sostenidos por postes de madera, el cual comenzó a funcionar en 1879. Hacia 1910 se instaló una planta eléctrica que duró muy poco tiempo funcionando. Posteriormente, la Municipalidad suscribió un contrato con la empresa Felipe J. Alvarado y Co. para que a través de la planta eléctrica ubicada en Santa Bárbara, se suministrara el alumbrado eléctrico a la comunidad de Barva. En la actualidad, el servicio eléctrico es brindado por la Compañía Nacional de Fuerza y Luz (CNFL) en los distritos de San Pedro, San José de la Montaña, San Pablo, Barva Centro, San Roque. Santa Lucía es el único abastecido por la Empresa de Servicios Públicos de Heredia (ESPH).
La cañería se empezó a construir durante la segunda administración de Rafael Yglesias Castro (1898-1902), concluyéndose en el primer gobierno de Cleto González Víquez (1906 - 1910), con aguas provenientes de las fuentes del río de la Hoja.
El terremoto del 30 de diciembre de 1888 destruyó la antigua iglesia parroquial. El 11 de agosto de 1893 es consagrada la actual parroquia San Bartolomé Apóstol.

### SigloXX

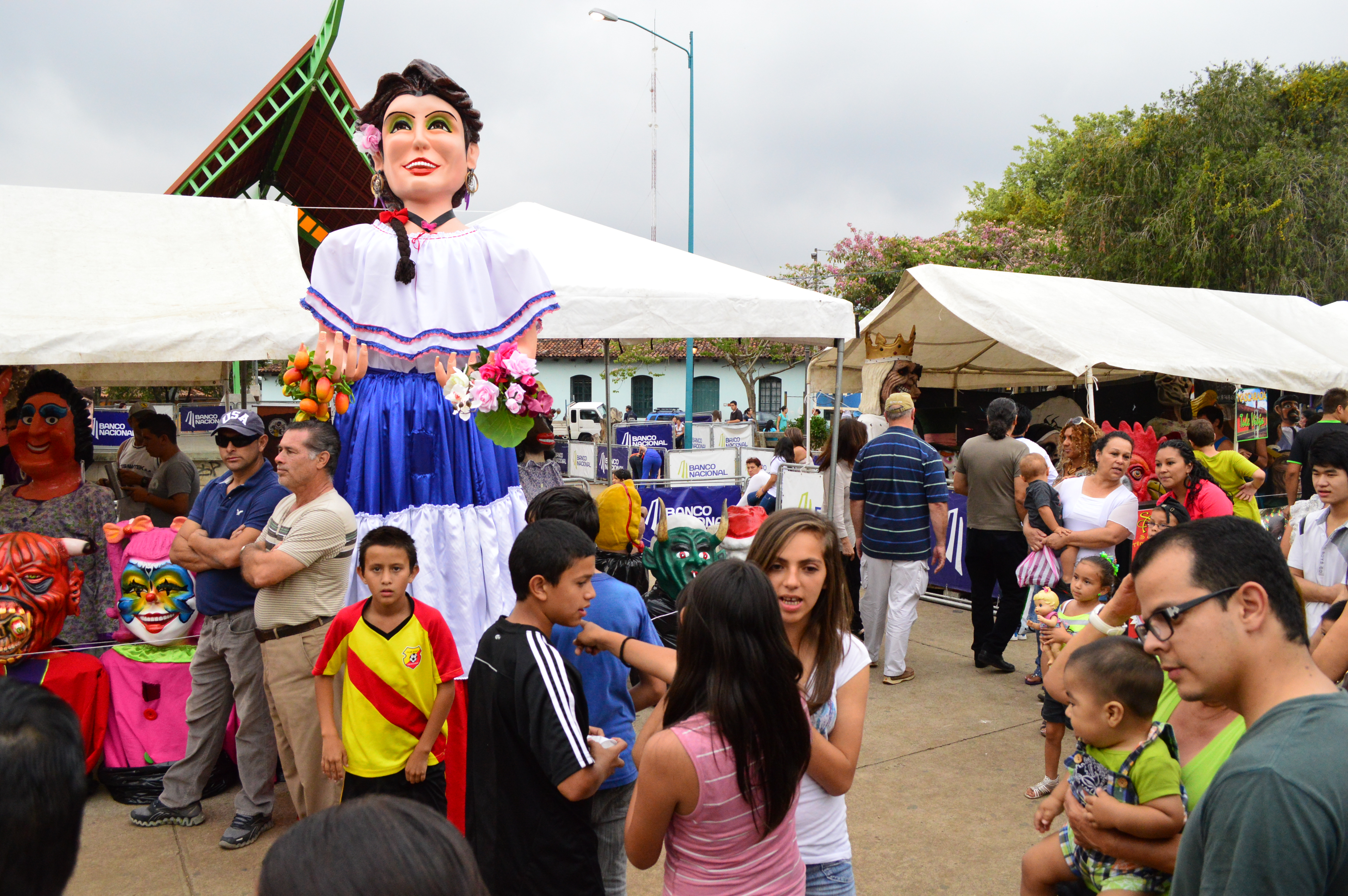
Feria Nacional de la Mascarada

El nuevo edificio escolar se inauguró el 21 de septiembre de 1952, en la administración de Otilio Ulate Blanco. El Liceo Rodrigo Hernández Vargas, inició sus actividades educativas en marzo de 1972, en el segundo gobierno de José Figueres Ferrer.
En el centro de la ciudad de Barva se encuentra el centro histórico del cantón, cuya primera etapa fue terminada en 1986.

### SigloXXI
En el 2016 se inaugura la nueva Clínica de Barva, gestionada por la Caja Costarricense de Seguro Social.
Durante la gestión del alcalde Claudio Manuel Segura Sánchez (por el Frente Amplio, 2016-2020) se construyó en 2019 el Puente La Fragua, el cual es el segundo puente construido en su totalidad por una municipalidad en el país, luego del Puente Héroes Heredias construido por la Municipalidad de Heredia en 2018 en ese cantón vecino.

## Demografía
Para el año 2022, Cantón de Barva cuenta con una población estimada de 47 699 habitantes, y para el último censo efectuado, en 2011, Cantón de Barva contaba con una población de 40 660 habitantes.
De acuerdo al censo nacional del 2011, el 5,4 % nació en el extranjero. El mismo censo destaca que había 11 291 viviendas ocupadas, de las cuales, el 78,6 % se encontraba en buen estado y que había problemas de hacinamiento en el 2,4% de las viviendas. El 91,0% de sus habitantes vivían en áreas urbanas.
Entre otros datos, el nivel de alfabetismo del cantón es del 98,9%, con una escolaridad promedio de 10,1 años.

## División administrativa

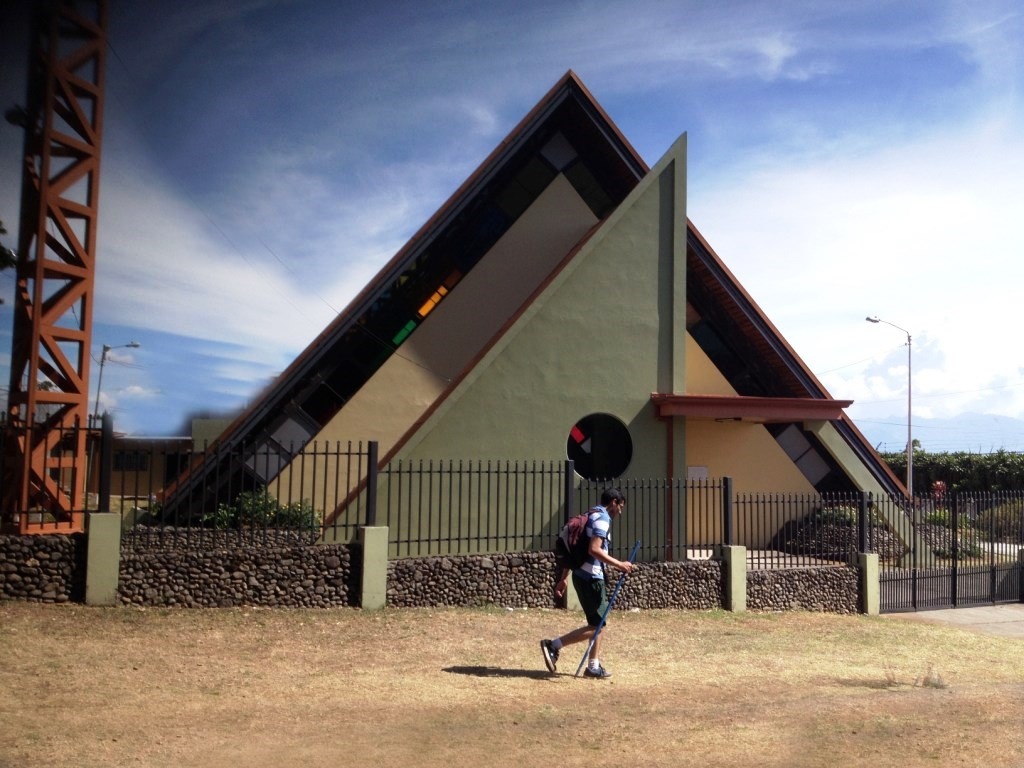
Templo católico de Buena Vista, Barva, Heredia. Obra del arquitecto Ibo Bonilla, 1980

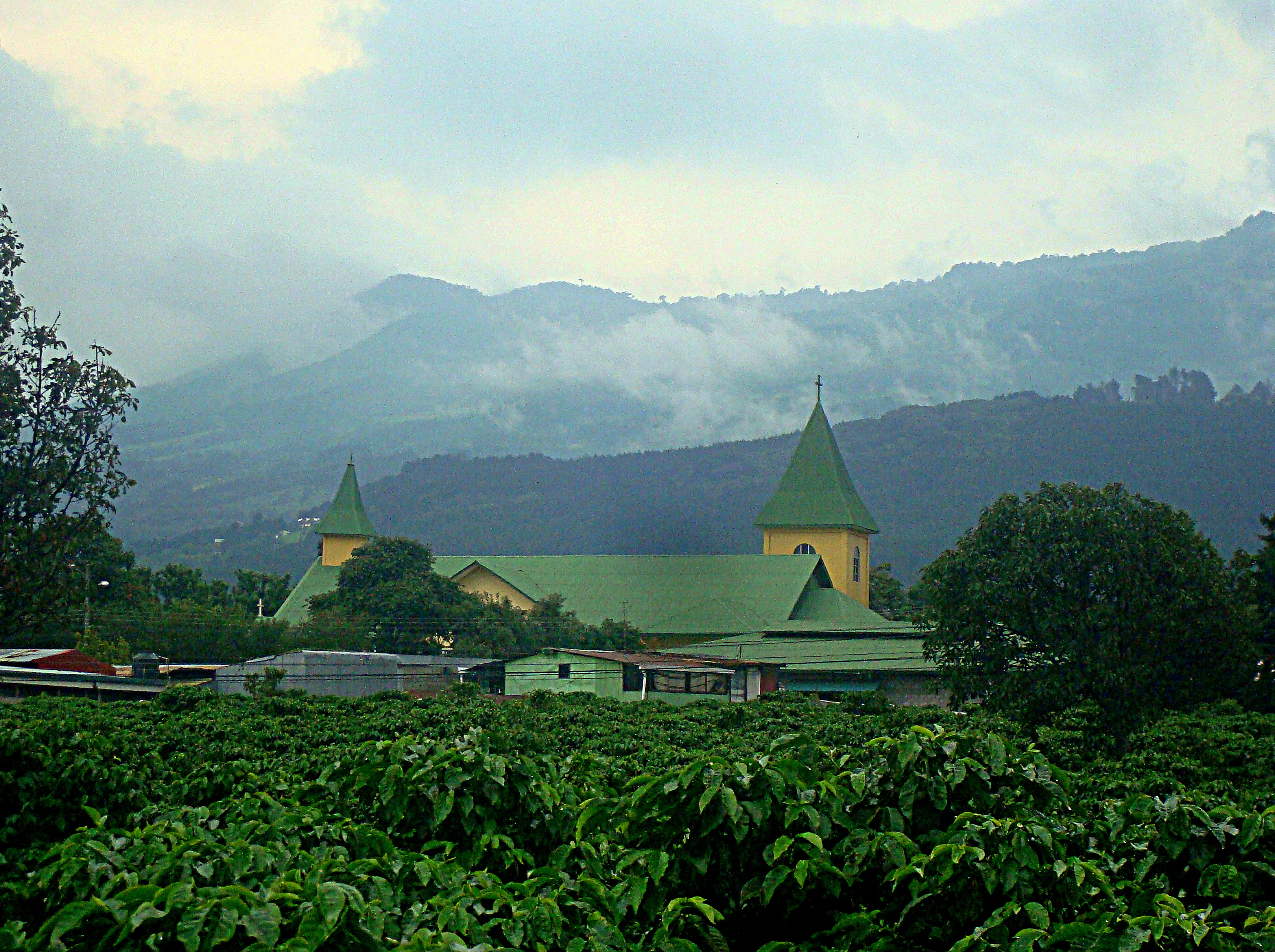
San José de la Montaña, distrito de Barva.

El cantón de Barva está dividido en siete distritos:
- Barva
- San Pedro
- San Pablo
- San Roque
- Santa Lucía
- San José de la Montaña
- Puente Salas

## Geografía
Está situado sobre los montes del macizo del Barva. Limita al oeste con los cantones de Santa Bárbara, al norte con el distrito de Vara Blanca de Heredia, al sur con Flores, Heredia y San Rafael, y al este con San Rafael.

### Geología
El cantón de Barva está constituido geológicamente por rocas de origen volcánico, de la época Holoceno, período Cuaternario. La región montañosa del cantón, donde se encuentra la laguna del volcán Barva, es parte del área protegida por el parque nacional Braulio Carrillo. Barva también es punto de acceso al parque nacional Volcán Poás, el más visitado del país.

### Geomorfología
El cantón Barva forma parte de la unidad geomórfica de origen volcánica la cual se divide en dos subunidades, denominadas Volcán Barva y Relleno volcánico, del Valle Central.

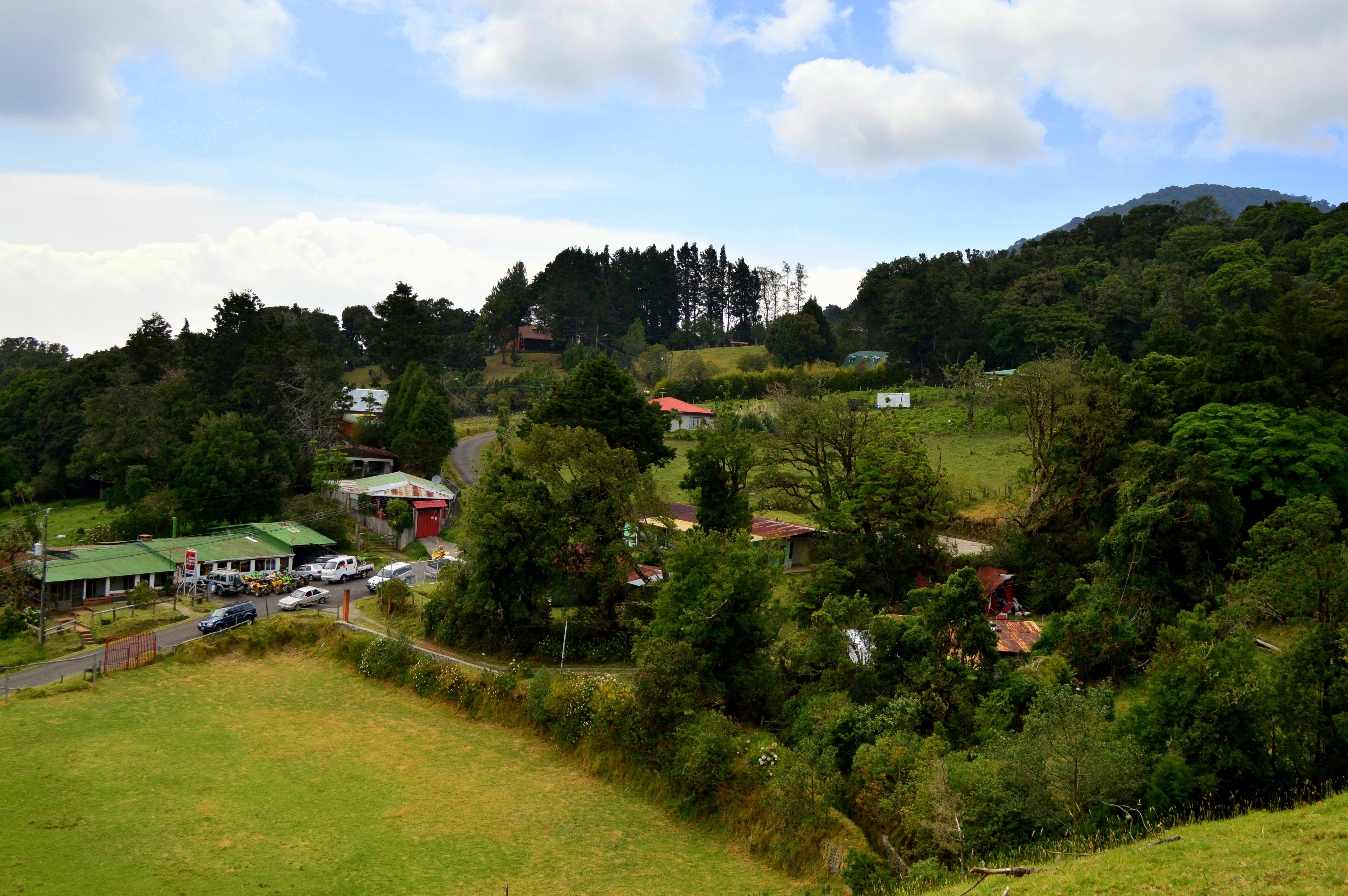
Sacramento de Barva, poblado a mayor altitud en Heredia

En este cantón se encuentra la comunidad de Sacramento en el distrito de San José de la Montaña la cual se ubica a una altitud de 2300 m s. n. m. siendo la comunidad a mayor altitud de la provincia.

### Hidrografía
El cantón de Barva posee gran cantidad de mantos acuíferos que abastecen el Gran Área Metropolitana. 
El sistema fluvial de cantón Barva, corresponde a la Vertiente del Pacífico, el cual pertenece a la cuenca del río Grande de Tárcoles.
El cantón es drenado por los ríos Pirro, Seco, Río Segundo, La Hoya, Barva, Macarrón, Sanjón, Porrosatí, Ciruelas, Pacayas, Guararí, Yurro Seco, Burío y Quebrada Seca y sus respectivos afluentes.

### Clima
El clima del cantón varía: es templado según su altitud pues se extiende desde la cumbre del volcán Barva (2906 m s. n. m.) y desciende hasta los 1200 m s. n. m. en el Valle Central, usualmente el clima del cantón es templado dado por la influencia de la cordillera Volcánica Central y dependiendo de la altitud.

### Cartografía
Para referencia cartográfica se utilizan las hojas del mapa básico, 1:50.000 (IGN) de Barva y 1:10.000 (IGN) Burío, La Hoja, Porrosatí, Turales.

## Infraestructura

### Transporte
El cantón tiene acceso de carretera por medio de las siguientes rutas nacionales:
- Ruta 113
- Ruta 114
- Ruta 119
- Ruta 126
- Ruta 128
- Ruta 502

Existen autobuses con rutas designadas para prestar el servicio en los diferentes distritos. 
- Transportes del Norte Limitada[11]
- Transportes Barveños Limitada[12]
- Autotransportes Víquez Limitada[13]

## Economía
La zona montañosa del cantón es propicia para la agricultura, principalmente el cultivo del café en las faldas del volcán Barva. También se da la ganadería de producción de leche. Tradicionalmente una zona de producción agrícola, aún se encuentran fincas de café, otros productos de clima frío como la siembra de plantas y flores ornamentales, y de ganado vacuno para la producción de lácteos.
El censo nacional de 2011 detalla que la población económicamente activa se distribuye de la siguiente manera:
- Sector primario: 3,8 %
- Sector secundario: 19,6 %
- Sector terciario: 76,6 %

## Educación
Se cuenta con escuelas y colegios en todos los distritos así como unidades de investigación de la Universidad Nacional Autónoma de Costa Rica.

## Tradición y cultura

### Museos
- Museo de Cultura Popular, ubicado en el distrito de Santa Lucía.
- Museo Histórico del Instituto del Café
- Taller de Máscaras Tradicionales Bombi, al costado Oeste del parque Central. Lugar de visita de extranjeros y nacionales para el disfrute del Patrimonio Inmaterial de Costa Rica.[14]

### Mascaradas

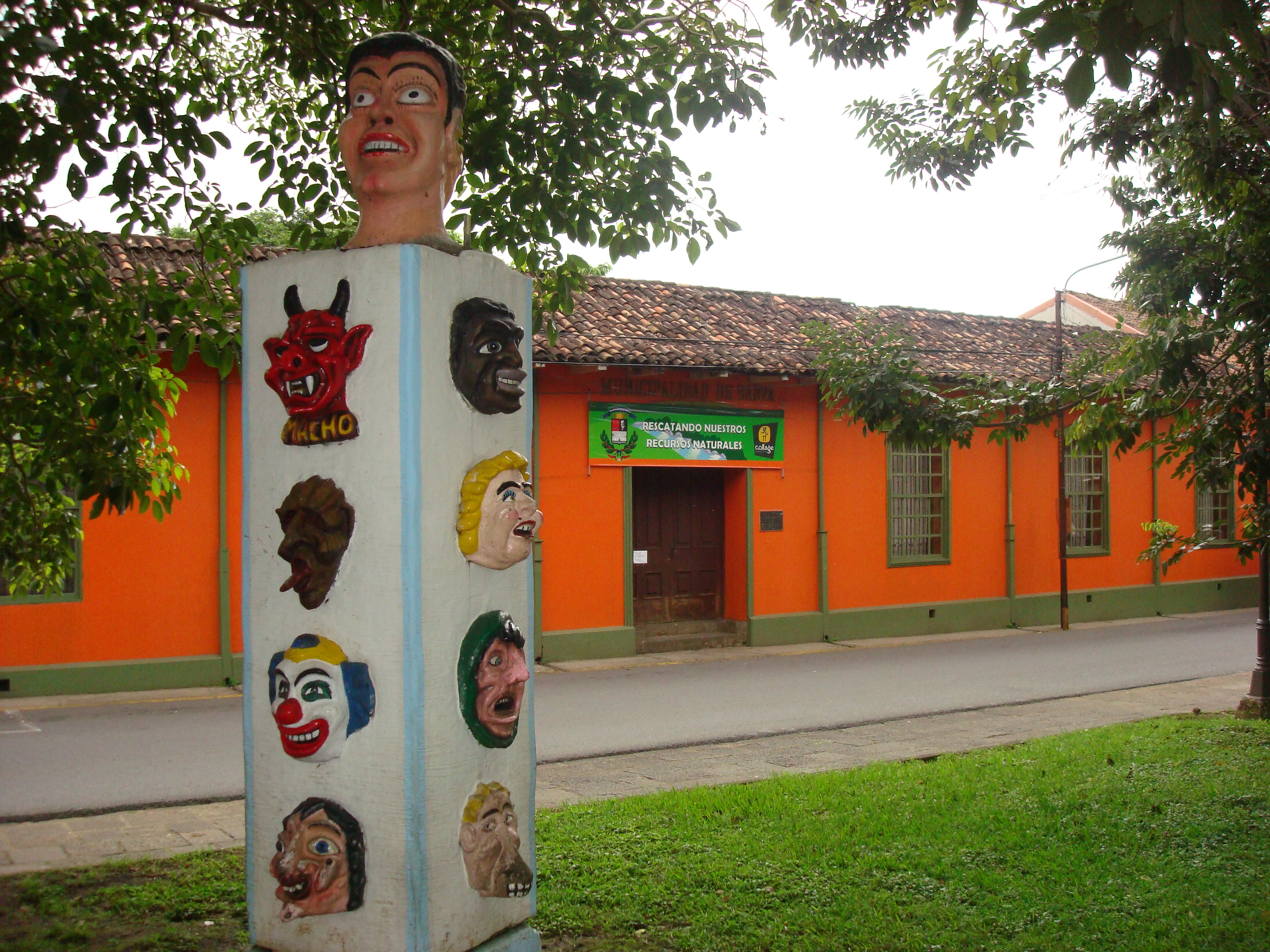
Edificio municipal. Monumento a las mascaradas.

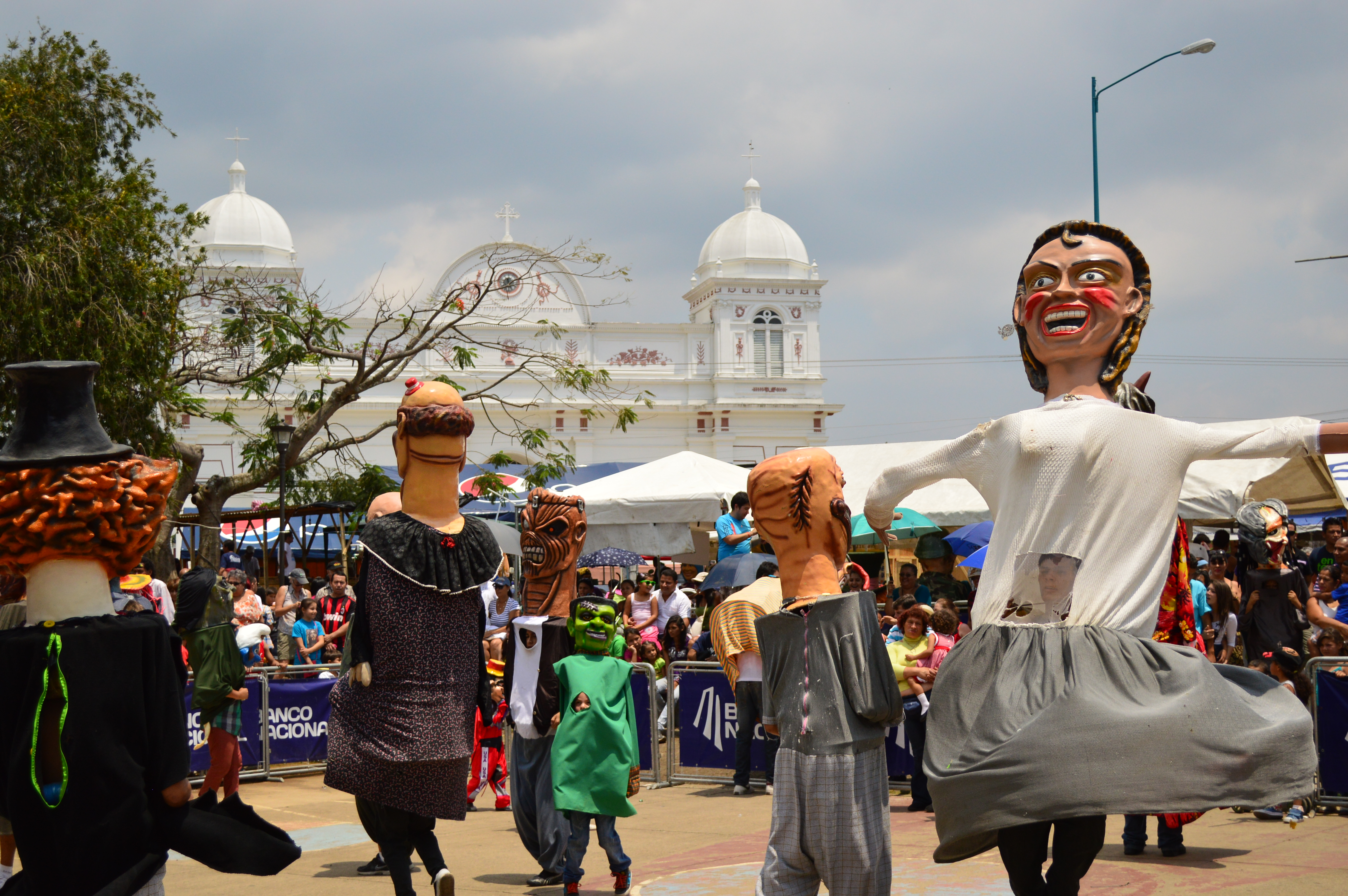
Feria Nacional de la Mascarada en Barva.

Barva es reconocido como uno de los principales cantones donde subsiste la mascarada tradicional costarricense. Aunque en otras partes se practica, es en Barva de Heredia donde se toma un nivel festivo-religioso con importancia económica. Es reconocida la figura de Carlos Salas Cabezas como el pionero en la elaboración de las máscaras en Barva en la década de 1920. Salas fue alumno de la Escuela de Escultura de Pedro Arias y de ahí reinterpreta la plástica de las máscaras dotando de identidad a la Mascarada barveña que sobre sale por sus figuras realistas y no caricaturescas. 
En el siglo XXI, el mascarero Luis Fernando Vargas Cascante es quien mantiene la herencia cultural de Carlos Salas y la técnica artesanal de elaboración de máscaras tanto en los materiales como en las figuras. Además de ser nombrado "Maestro Portador de Tradiciones" por el Ministerio de Cultura y Juventud de Costa Rica en el año 2015, ha ganado en varias oportunidades las Becas Taller, del mismo Ministerio y se ha encargado de transmitir la técnica a otros cantones del país. Ha expuesto en diferentes Festivales Internacionales de Folclor, así como a nivel local ha sido tallerista en el Festival Internacional de las Artes 2007, Enamórate de tu Ciudad y colabora con el Ministerio de Educación Pública en la salvaguarda del Patrimonio Cultural Inmaterial en diversos medios. En el 2021 colabora con el despacho de la diputada Sylvia Patricia Villegas (legislatura 2018-2022) para elaborar el proyecto de Ley 22.704 que declararía por fin la Mascarada Tradicional Costarricense como el 18° Símbolo Nacional. En el 2022 es postulado al Premio Nacional de Patrimonio Cultural "Emilia Prieto Tugores". 
La Mascarada es un desfile que se hace en agosto, en honor al patrón del cantón, San Bartolomé; niños y hombres diseñan o alquilan máscaras de contenido religioso cultural, como lo son el Diablo o la Calavera; o de pasos más ligeros, como lo son personajes de películas famosas o cualquier personaje de la farándula local o internacional. Se acompaña con una música de baile y unos sonidos de marcha: la música de la cimarrona.
Para las fiestas barveñas el baile de las mascaradas: son bailes de personas que se disfrazan con máscaras grandes con facciones exageradas o alegóricas, de fábulas o personajes conocidos, entre las que se encuentran el famoso diablo, la calavera, la abuelita; las cuales al ritmo de la cimarrona (principalmente instrumentos de viento y percusión al ritmo de tambor redoblante) presentan sus dotes de bailarines. Después una tradición muy barveña para los "Payasos" son la utilización de vejigas para pegarles las personas que andan en recorrido de las mascaradas, a diferencia de otros lugares donde se utilizan las mismas máscaras o pedazos de plantas conocidas como "chilillos".
Además todos los años en la última semana de marzo se realiza la Feria Nacional de la Mascarada, organizada por la Municipalidad de Barva, la cual nació como una necesidad de los mascareros del cantón para contar con un espacio en el cual puedan dar a conocer su trabajo, y que incluye la exposición de artesanías y venta de comidas tradicionales, se realizan concursos de cimarronas y concursos de bailes con las mascaradas para hombres, mujeres y niños.

### Deportes

#### Baloncesto
El equipo de baloncesto Ferretería Brenes - Barva es reconocido a nivel nacional. Fue octacampeón nacional, ganando los campeonatos 2006, 2007, 2008, 2009, 2010, 2011 , 2013, 2014 y 2016.

### Personajes barveños
- Bernardo Rodríguez y Alfaro fue el representante del pueblo de Barva ante la Junta de Legados de los Ayuntamientos (25-29 de octubre de 1821) que firmó el Acta de la Independencia de Costa Rica del 29 de octubre de 1821. Hijo de Gregorio Rodríguez Guzmán y Petronila Alfaro González. Casó con Josefa Arias.   Escrutador y regidor del ayuntamiento reinstalado de Barva en 1820. Elector parroquial en 1821. Regidor del ayuntamiento de Barva de 1821. Electo en Cabildo Abierto como Primer Legado de Barva ante la Primera Junta de Legados de los Pueblos (diciembre 1821), ante la Junta Provisional Gubernativa (1822 y 1823), diputado barveño ante el Primer Congreso Constituyente de 1823, representante barveño que firma el Primer y Segundo Estatuto Político de la provincia de Costa Rica en 1823, entre otros cargos.[17]
- Cleto González Víquez (1858-1937): político, abogado e historiador costarricense. Expresidente de Costa Rica (1906-1910, 1928-1932)
- Coronel Nicolás Aguilar Murillo (1834-1898): Declarado Héroe Nacional de Costa Rica por la Asamblea Legislativa (Ley 9178 del 21 de noviembre de 2013) por su participación en la Batalla de La Trinidad de la Campaña Nacional de 1856-1857.
- Lic. Fernando Baudrit Solera (1907-1975): Cuarto rector de la Universidad de Costa Rica (1946-1952).  Miembro de la Asamblea Constituyente de 1949 y Presidente del Colegio de Abogados.  Magistrado de la Sala de Casación de la Corte Suprema de Justicia de Costa Rica (1955-1975).  Presidente de la Corte Suprema de Justicia de Costa Rica (1955-1975)
- Magistrado Fernando Castillo Víquez (1959): Magistrado de la Sala Constitucional de la Corte Suprema de Justicia de Costa Rica (2009-a la fecha).
- Escultor Miguel Ángel Brenes Paniagua (1943-2012): Profesor de Artes Plástica en el Liceo UNESCO (San Isidro del General); Liceo León Cortes Castro (Grecia) y Liceo Castella (Heredia).  Primer Premio Centroamericano de Escultura ESSO, Guatemala (1980). Primer Premio en Escultura "Juan Rafael Chacón" (1979).
- Luis Arias Benavides (1947), declarado Ciudadano Distinguido de Barva, producto a su trabajo en el campo de la cultura y su labor artística. Actualmente es el presidente de la Asociación Barva Escultórica y es el promotor de su proyecto para convertir a Barva en la “Ciudad de las Esculturas”, mediante Simposios de Escultura organizados bajo su liderazgo por varios años.[18] El maestro Luis Arias, es un escultor barbeño, profesor de primaria y secundaria, licenciado en Artes Plásticas con énfasis en Escultura de la Universidad de Costa Rica. Reconocido artista y docente, líder de la promoción artística de Barva, ha logrado reunir a la fecha 54 esculturas de importantes artistas nacionales e internacionales distribuidas en los distritos, ha donado varias de sus esculturas en varias escuelas del cantón.[19]
- Ibo Bonilla (1951), radicado en Barva desde hace más de 50 años destaca por su contribución a la comunidad, es un arquitecto y escultor originario de Costa Rica. Tiene nacionalidad costarricense y española. Es conocido sobre todo por la creación de edificios bioclimáticos, infraestructura en áreas silvestres protegidas, sus esculturas monumentales en plazas públicas. Ha contribuido con el proyecto Barva Ciudad de las Esculturas donando su escultura Cercanías, el diseño del Templo de la Cultura y múltiples aportes a la comunidad. Reconocido en el año 2023 como uno de "los diez costarricenses más famosos del mundo" y uno de los tres artistas de esa clasificación[20] y en el año 2020 como "el arquitecto más influyente de Costa Rica" [21]
- Marco Tulio Salazar Salazar (1904-2001):  Educador y sociólogo.  Fue regidor y presidente de las municipalidades de Barva y de Heredia. Fue profesor y director de la Escuela Normal de Costa Rica y profesor de sociología en la Universidad de Costa Rica. La biblioteca de Heredia y el auditorio del Centro de Investigación y Docencia en Educación de la Universidad Nacional, llevan su nombre.
- Marvin Camacho Villegas (1966): Compositor, músico, escritor, catedrático de la Universidad de Costa Rica. Premio Nacional de las Artes (1984), por su Meditación Bribrí para contrabajo solo; Premio Nacional en Composición Aquileo Echeverría (2007), por su Sinfonía n.º 2 «Humanidades»; Premio ACAM (2010), por su Sonata dall´ Inferno para piano; Premio Nacional en Composición Aquileo Echeverría (2012), por su Concierto n.º 1 «Iniciático» para piano y orquesta; y Premio ACAM (2016), por su Salmo No.1: De la Sabiduría del Rey Salomón para Orquesta Sinfónica.
- Adrían Arguedas Ruano (1968): Grabador y pintor. Profesor de la Universidad Nacional. Seleccionado para participar en la Bienal de Centroamericana (1999). Premio Único, Medalla de Oro, Salón Nacional de Grabado "Francisco Amighetti" (1991 y 1993). Premio Nacional Aquileo J. Echeverría en Grabado (1994). Premio Único en el Primer Certamen de Pintura "Aniversario del Banco Popular (1994).  Premio Nacional Aquileo J. Echeverría en Pintura (2004 y 2007)
- Luis Fernando Vargas Cascante (1961): Artesano tradicional de la técnica de confección de máscaras tradicionales. Galardonado como Maestro Portador de Tradiciones del Ministerio de Cultura y Juventud en el año 2015. Participante como expositor en diferentes Festivales Internales de Folklor: Rusia, Estados Unidos, España, Francia, Italia, Marruecos, Japón, México, Nicaragua, Colombia, Turquía, Brasil, China, Canadá entre otros. Participante del Festival Internacional de las Artes (2007), ganador de proyectos Beca Taller con las que ha exportado la técnica de la elaboración de máscaras a otras regiones del país. Dedicado de la X Feria Nacional de la Mascarada Barva 2009. Reconocido por ser el impulsor de la declaratoria del proyecto de ley 22704 que declaró como 18° Símbolo Nacional a la Mascarada Tradicional Costarricense.
- Sussy Carballo Herrera (1972): Escritora barveña. Reconocimiento al Mérito Ciudadano por su aporte al Cantón. Documenta el recate de leyendas urbanas que son parte del folclor e idiosincrasia costarricense. Ha escrito 5 libros con la Editorial Clubdelibros, colaboración en 3 revistas con La Logia Oscura, una colaboración con la antología Anábasis y 3 revistas digitales. Bachiller en Ciencias de la Educación con Énfasis en I y II Ciclo, Licenciatura en Educación con Énfasis en I y II Ciclo, La Mención al graduarse con Excelencia con Honor al graduarme (Summa Cun Laude). COLABORACIÓN EN FOMENTO LECTOR CON ENTIDADES NACIONALES: Vida Estudiantil del MEP, Fundación Tejedores de Sueños (la cual es una Fundación costarricense constituida en el año 2010 con el objetivo de “promover la educación y el bienestar de los adolescentes costarricenses, a través de un programa de becas a jóvenes prometedores de familias con escasos recursos, dentro de un marco integral de fortalecimiento de valores y motivación para la educación específicamente, y la colaboración hacia el bienestar de su entorno en general”) Colaboración con BibioCra Liceo León Cortés Castro, Colaboración las mujeres del gremio literario CR, Promoción y Desarrollo Comunitario – Parque la Libertad. En la Celebración del mes del adulto mayor., Centro de Apoyo en Pedagogía Hospitalaria, Desarrollo de un video llamado “Juguemos a los cuentos", que es una propuesta que tiene ocho consejos para desarrollar el fomento lector y escritura creativa para trabajar con niños y jóvenes, Video consejos para escribir para el Ministerio de Educación Pública. COLABORACIÓN EN FOMENTO LECTOR CON ENTIDADES INTERNACIONALES tales como: Colaboración con Pólo Biblioteca Souto de Portugal, Colaboración con la Biblioteca Cento Cultural Nuevo Latir en Colombia, Colaboración con Universidad Xochicalco, Colaboración la editorial Clubdelibros con diversos videos de fomento lector dándolo vida a los personajes de las historias y  Juez internacional en Resistencia Films.

## Turismo

### Al aire libre
- Bosque de la Hoja (Las Chorreras): ubicado en el distrito de San Pablo es una propiedad administrada por la Empresa de Servicios Públicos de Heredia para la protección y recarga de los mantos acuíferos del recuso hídrico del cantón y sus alrededores.
- Sendero Tururo: Durante la gestión 2020 - 2024 se inauguró este corredor ecológico de 150 metros que se extiende por la cuenta del Río Segundo y con acceso a las pozas, proyecto gestionado por la oficina de la Vicealcaldía.

### Áreas protegidas
- Parque nacional Braulio Carrillo sector Volcán Barva, en el que hay senderos para apreciar la laguna y cráter de origen volcánico.
- Reserva Forestal Cordillera Volcánica Central

### Arquitectura histórica

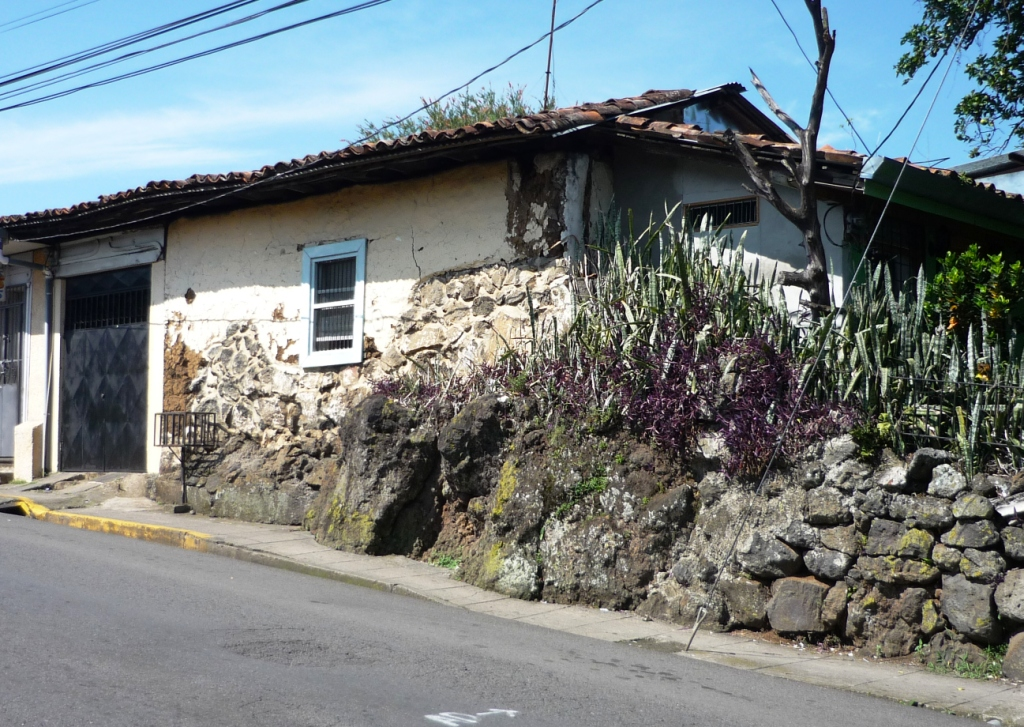
Casa antigua colonial sobre lava del volcán Barva.

- Centro de la ciudad: El centro de la ciudad así como sus alrededores cuenta con antiguas casas de bahareque y techos de tejas, algunas de las cuales datan del siglo XIX y que han sido restauradas con el paso del tiempo. En algunas de estas antiguas casas pueden encontrarse restaurantes y locales comerciales. El edificio municipal consiste de la misma arquitectura.
- Taller de Máscaras Tradicionales Bombi, al costado Oeste del parque Central. Lugar de visita de extranjeros y nacionales para el disfrute del Patrimonio Inmaterial de Costa Rica. El inmueble data del siglo XVIII y está construida en adobes y bahareques, el techo de tejas es el original.
- Casa de don Cleto González Víquez: Declarada reliquia histórica en 1985.

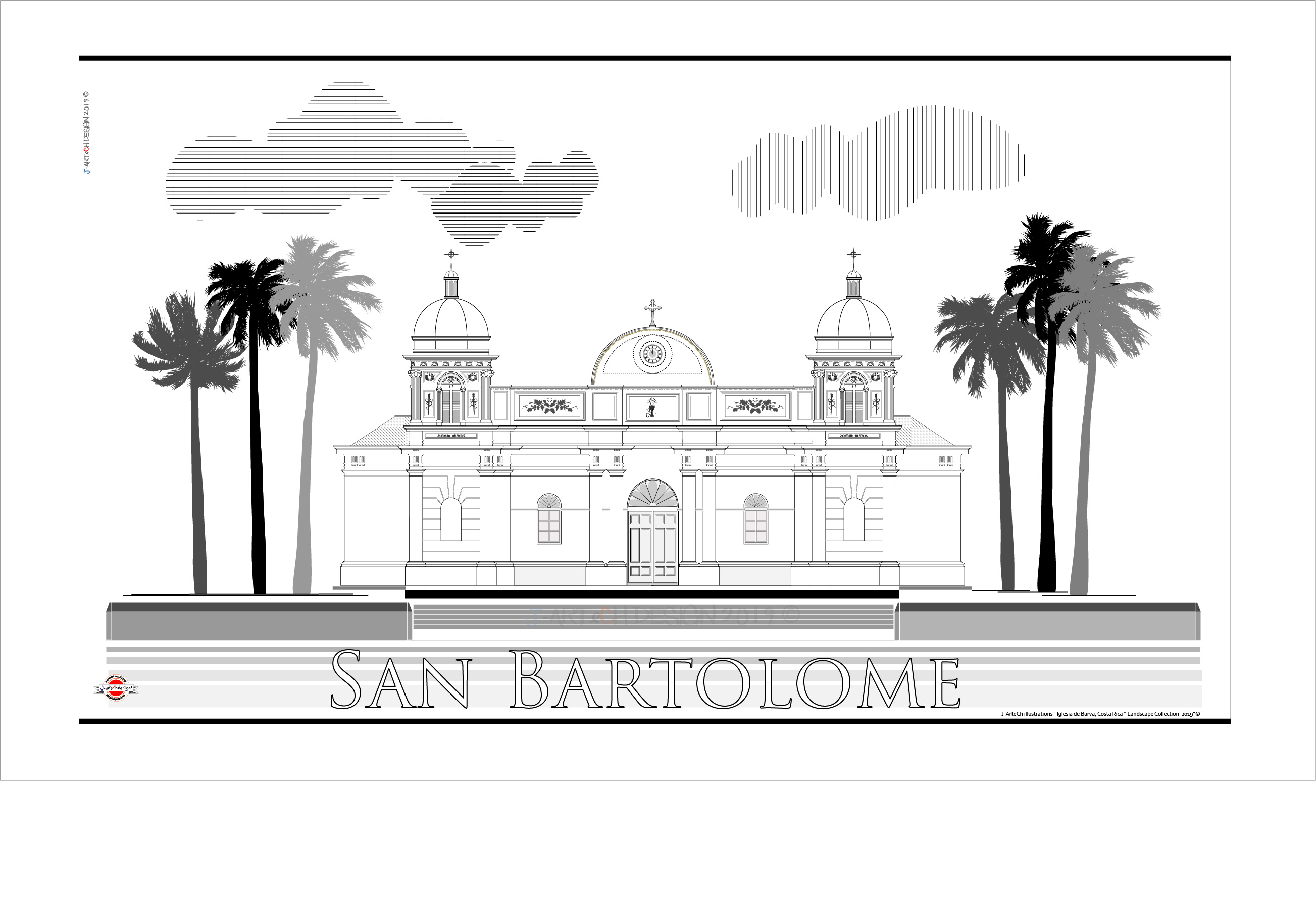
Iglesia de San Bartolomé, en Barva, Heredia, Costa Rica.

- Parroquia San Bartolomé Apóstol, edificación de finales del siglo XIX y patrimonio nacional.

### Monumentos y parques

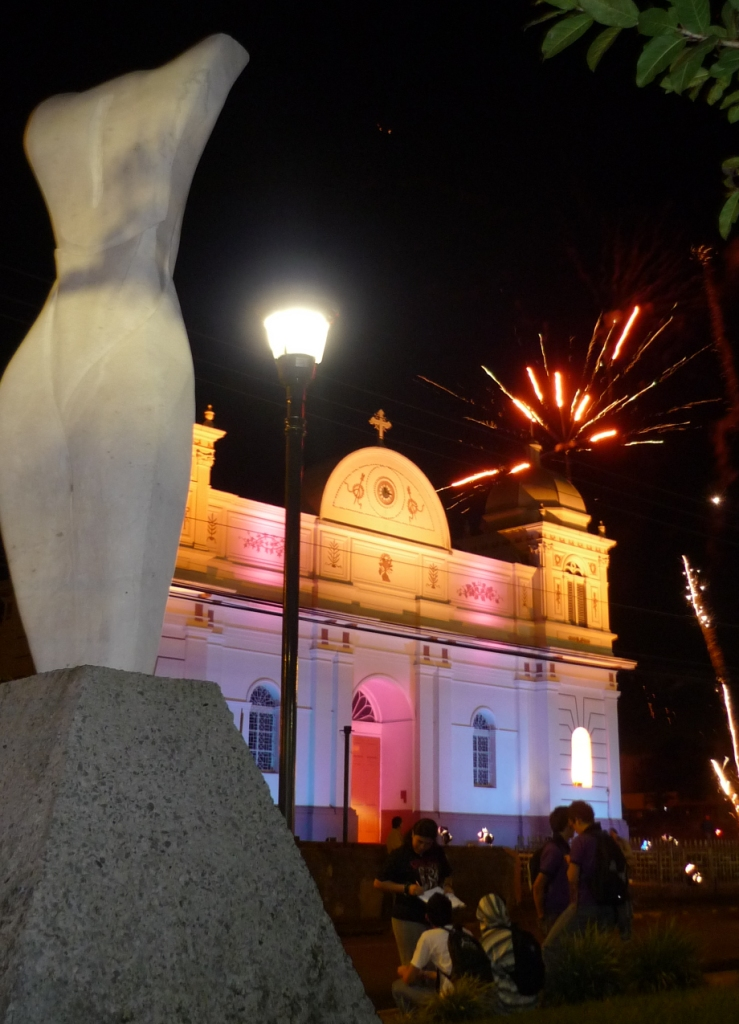
Escultura "Paz", obra del escultor Luis Arias y Templo Católico de Barva.

- Gruta de la Virgen de Nuestra Señora de Lourdes: inaugurada el 14 de marzo de 1943, ubicada al lado de la Casa Cural y a un costado de la parroquia. El lugar fue considerado apropiado por la naturalidad de las peñas y por la constitución de las rocas. La imagen de la Virgen está colocada a media altura, incrustada en un nicho especial, y en medio de una pila llena de agua, una figura que corresponde a Bernadette Soubirous en actitud suplicante.
- Parque Central "Cleto González Víquez": inaugurado el 4 de mayo de 1940, cuenta con un busto creado por el escultor Luis Ferón, de bronce fundido en los talleres del Ferrocarril Eléctrico al Pacífico, así como una serie de esculturas en piedra por los escultores: Luis Arias, Emilio Arguello, Leda Astorga, Ibo Bonilla, Fabio Brenes, Silvia Duran, Ana Victoria Garro, Ana Lorena Hidalgo, Donald Jiménez, Domingo Ramos, Efraín Romero, Ana Ulate, Guillermo Hernández González, todos de Costa Rica y Natalie Cirino de Francia, Michael Clapper de Estados Unidos de América, Jiung-lieh Fan de Taiwán.
- Templo de la Cultura: construido en el año 2010, incorporando diferentes áreas pavimentadas en terrazas a modo de anfiteatro con capacidad para 3000 personas. Fue diseñado por el escultor y arquitecto Ibo Bonilla con la colaboración de los estudiantes Paola Fernández y Vega Li, concebido como un templo laico como complemento cultural asimétrico del templo religioso. Es considerado una escultura habitable hecha a partir de enaltecer los materiales, colores, volumetrías e imágenes propias de la arquitectura que le circunda, consolidándola como centro histórico arquitectónico. Su imagen emula dos aves en vuelo ascendente hacia la estrella Sirio, la más brillante del cielo.
- Tótem de las Máscaras: Ubicado en la esquina suroeste del parque de Barva. Cuenta con 20 máscaras (medias caras) elaboradas por artistas barveños mascareros.

## Gobierno local
La administración del cantón de Barva recae, según lo estipulado en la Constitución Política y el Código Municipal en la Alcaldía (conformada por un alcalde o alcaldesa y dos vicealcaldías) y en el Consejo municipal, órgano colegiado de carácter legislativo local conformado por 5 regidurías.

## Bandera cantonal

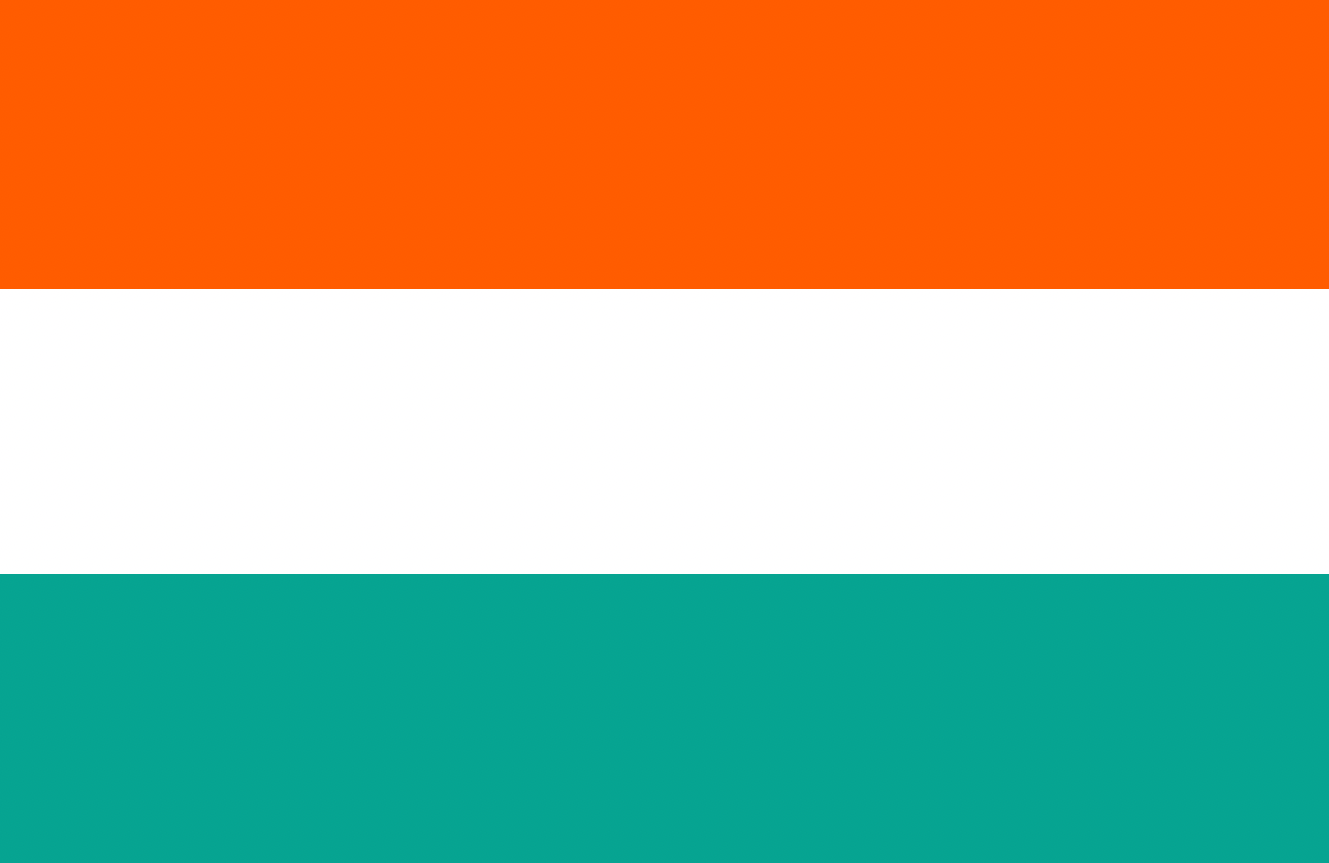
Bandera del cantón de Barva

El Proyecto de la BANDERA CANTONAL, fue propuesto por la regidora Alicia Fallas, en el Acta 907-95, Cap. II, Art. 6, mediante concurso con el estudiantado del Cantón. El ganador fue el niño LISANDRO COTO MONTERO, estudiante de la Escuela de San Pablo, en Sesión Extraordinaria celebrada en el IPEC. Al respecto relata Fallas Ceciliano:
• “La BANDERA MUNICIPAL DEL CANTÓN DE BARVA, consta de tres colores: 
l.Anaranjado: representa los atardeceres cuando el sol baña los tejados,
2. Blanco: representa la amistad y cordialidad de nuestro pueblo, tanto entre los vecinos como con los que nos visitan; 
3. Verde Turquesa: representa las montañas, los bosques del parque Braulio Carrillo y nuestro majestuoso volcán Barva, que nos vigila desde el norte de nuestro Cantón. Su dimensión es la siguiente: tres listones horizontales. La parte superior es anaranjado, el centro blanco, y el listón inferior es verde turquesa.”